# Ramaria laevispora
Ramaria laevispora är en svampart som beskrevs av Corner & K.S. Thind 1966. Ramaria laevispora ingår i släktet Ramaria och familjen Gomphaceae.   Inga underarter finns listade i Catalogue of Life.